# Interlands Duits voetbalelftal 1960-1969
Deze pagina toont een chronologisch en gedetailleerd overzicht van de interlands die het West-Duits voetbalelftal heeft gespeeld in de periode 1960 – 1969.

## Interlands

### 1960
|                                                                       |                                  |       |               |                                                                                      |
| 23 maart Vriendschappelijk № 267 «onderlinge duels» 16:30 uur (UTC+1) | West-Duitsland                   | 2 – 1 | Chili         | Neckarstadion, Stuttgart Toeschouwers: 72.500 Scheidsrechter: Gottfried Dienst (SUI) |
| 23 maart Vriendschappelijk № 267 «onderlinge duels» 16:30 uur (UTC+1) | Helmut Haller 72' Uwe Seeler 75' |       | 25' Juan Soto | Neckarstadion, Stuttgart Toeschouwers: 72.500 Scheidsrechter: Gottfried Dienst (SUI) |

|                                                                       |                                |       |           |                                                                                               |
| 27 april Vriendschappelijk № 268 «onderlinge duels» 17:00 uur (UTC+1) | West-Duitsland                 | 2 – 1 | Portugal  | Südweststadion, Ludwigshafen am Rhein Toeschouwers: 45.000 Scheidsrechter: Kevin Howley (ENG) |
| 27 april Vriendschappelijk № 268 «onderlinge duels» 17:00 uur (UTC+1) | Uwe Seeler 35' Helmut Rahn 61' |       | 70' Cavém | Südweststadion, Ludwigshafen am Rhein Toeschouwers: 45.000 Scheidsrechter: Kevin Howley (ENG) |

|                                                                     |                |                 |         |                                                                                  |
| 11 mei Vriendschappelijk № 269 «onderlinge duels» 17:00 uur (UTC+1) | West-Duitsland | 0 – 1           | Ierland | Rheinstadion, Düsseldorf Toeschouwers: 51.000 Scheidsrechter: Arthur Ellis (ENG) |
| 11 mei Vriendschappelijk № 269 «onderlinge duels» 17:00 uur (UTC+1) |                | 31' Paddy Fagan |         | Rheinstadion, Düsseldorf Toeschouwers: 51.000 Scheidsrechter: Arthur Ellis (ENG) |

|                                                                       |         |                                                                      |                |                                                                                    |
| 3 augustus Vriendschappelijk № 270 «onderlinge duels» 20:30 uur (UTC) | IJsland | 0 – 5                                                                | West-Duitsland | Laugardalsvöllur, Reykjavik Toeschouwers: 7.495 Scheidsrechter: Tiny Wharton (SCO) |
| 3 augustus Vriendschappelijk № 270 «onderlinge duels» 20:30 uur (UTC) |         | 12' Uwe Seeler 25', 50' Gert Dörfel 73' Willy Reitgaßl 86' Jupp Marx |                | Laugardalsvöllur, Reykjavik Toeschouwers: 7.495 Scheidsrechter: Tiny Wharton (SCO) |

|                                                                          |                             |       |                                                      |                                                                           |
| 26 oktober WK 1962 kwalificatie № 271 «onderlinge duels» 14:45 uur (UTC) | Noord-Ierland               | 3 – 4 | West-Duitsland                                       | Windsor Park, Belfast Toeschouwers: 32.000 Scheidsrechter: Leo Horn (NED) |
| 26 oktober WK 1962 kwalificatie № 271 «onderlinge duels» 14:45 uur (UTC) | Billy McAdams 21', 51', 90' |       | 7' Albert Brülls 53' Uwe Seeler 55', 80' Gert Dörfel | Windsor Park, Belfast Toeschouwers: 32.000 Scheidsrechter: Leo Horn (NED) |

|                                                                             |             |                                                     |                |                                                                                           |
| 20 november WK 1962 kwalificatie № 272 «onderlinge duels» 15:00 uur (UTC+2) | Griekenland | 0 – 3                                               | West-Duitsland | Leoforos Alexandrasstadion, Athene Toeschouwers: 25.000 Scheidsrechter: Emil Erlich (YUG) |
| 20 november WK 1962 kwalificatie № 272 «onderlinge duels» 15:00 uur (UTC+2) |             | 10' Gert Dörfel 29' Albert Brülls 43' Helmut Haller |                | Leoforos Alexandrasstadion, Athene Toeschouwers: 25.000 Scheidsrechter: Emil Erlich (YUG) |

|                                                                          |                     |       |                   |                                                                                              |
| 23 november Vriendschappelijk № 273 «onderlinge duels» 18:30 uur (UTC+2) | Bulgarije           | 2 – 1 | West-Duitsland    | Vasil Levski Nationaal Stadion, Sofia Toeschouwers: 45.000 Scheidsrechter: Józef Kowal (POL) |
| 23 november Vriendschappelijk № 273 «onderlinge duels» 18:30 uur (UTC+2) | Ivan Kolev 71', 82' |       | 12' Heinz Vollmar | Vasil Levski Nationaal Stadion, Sofia Toeschouwers: 45.000 Scheidsrechter: Józef Kowal (POL) |

### 1961
|                                                                      |                 |       |        |                                                                                      |
| 8 maart Vriendschappelijk № 274 «onderlinge duels» 16:30 uur (UTC+1) | West-Duitsland  | 1 – 0 | België | Waldstadion, Frankfurt am Main Toeschouwers: 65.000 Scheidsrechter: Sepp Gulde (SUI) |
| 8 maart Vriendschappelijk № 274 «onderlinge duels» 16:30 uur (UTC+1) | Gert Dörfel 34' |       |        | Waldstadion, Frankfurt am Main Toeschouwers: 65.000 Scheidsrechter: Sepp Gulde (SUI) |

|                                                                       |                                          |       |                     |                                                                                           |
| 26 maart Vriendschappelijk № 275 «onderlinge duels» 16:00 uur (UTC−4) | Chili                                    | 3 – 1 | West-Duitsland      | Estadio Nacional, Santiago Toeschouwers: 47.816 Scheidsrechter: José Luis Praddaude (ARG) |
| 26 maart Vriendschappelijk № 275 «onderlinge duels» 16:00 uur (UTC−4) | Leonel Sanchez 10', 39' Eladio Rojas 78' |       | 12' Günter Herrmann | Estadio Nacional, Santiago Toeschouwers: 47.816 Scheidsrechter: José Luis Praddaude (ARG) |

|                                                                        |                                     |       |                   |                                                                                        |
| 10 mei WK 1962 kwalificatie № 276 «onderlinge duels» 18:00 uur (UTC+1) | West-Duitsland                      | 2 – 1 | Noord-Ierland     | Olympiastadion, West-Berlijn Toeschouwers: 94.600 Scheidsrechter: Gösta Lindberg (SWE) |
| 10 mei WK 1962 kwalificatie № 276 «onderlinge duels» 18:00 uur (UTC+1) | Richard Kress 28' Albert Brülls 58' |       | 69' Jimmy McIlroy | Olympiastadion, West-Berlijn Toeschouwers: 94.600 Scheidsrechter: Gösta Lindberg (SWE) |

|                                                                           |                                                             |       |                            |                                                                                  |
| 20 september Vriendschappelijk № 277 «onderlinge duels» 17:30 uur (UTC+1) | West-Duitsland                                              | 5 – 1 | Denemarken                 | Rheinstadion, Düsseldorf Toeschouwers: 46.000 Scheidsrechter: Joop Martens (NED) |
| 20 september Vriendschappelijk № 277 «onderlinge duels» 17:30 uur (UTC+1) | Uwe Seeler 8', 35', 50' Albert Brülls 12' Richard Kress 54' |       | 72' (e.d.) Willi Giesemann | Rheinstadion, Düsseldorf Toeschouwers: 46.000 Scheidsrechter: Joop Martens (NED) |

|                                                                        |       |                                     |                |                                                                                          |
| 8 oktober Vriendschappelijk № 278 «onderlinge duels» 17:00 uur (UTC+1) | Polen | 0 – 2                               | West-Duitsland | Wojska Polskiegostadion, Warschau Toeschouwers: 25.000 Scheidsrechter: Karol Galba (TCH) |
| 8 oktober Vriendschappelijk № 278 «onderlinge duels» 17:00 uur (UTC+1) |       | 19' Albert Brülls 65' Helmut Haller |                | Wojska Polskiegostadion, Warschau Toeschouwers: 25.000 Scheidsrechter: Karol Galba (TCH) |

|                                                                            |                    |       |                           |                                                                                   |
| 22 oktober WK 1962 kwalificatie № 279 «onderlinge duels» 15:00 uur (UTC+1) | West-Duitsland     | 2 – 1 | Griekenland               | Rosenaustadion, Augsburg Toeschouwers: 43.000 Scheidsrechter: Birger Nilsen (NOR) |
| 22 oktober WK 1962 kwalificatie № 279 «onderlinge duels» 15:00 uur (UTC+1) | Uwe Seeler 6', 26' |       | 59' Andreas Papaemmanouil | Rosenaustadion, Augsburg Toeschouwers: 43.000 Scheidsrechter: Birger Nilsen (NOR) |

### 1962
|                                                                       |                                                        |       |         |                                                                               |
| 11 april Vriendschappelijk № 280 «onderlinge duels» 17:00 uur (UTC+1) | West-Duitsland                                         | 3 – 0 | Uruguay | Volksparkstadion, Hamburg Toeschouwers: 71.000 Scheidsrechter: Leo Horn (NED) |
| 11 april Vriendschappelijk № 280 «onderlinge duels» 17:00 uur (UTC+1) | Helmut Haller 25' Hans Schäfer 53' Willi Koslowski 75' |       |         | Volksparkstadion, Hamburg Toeschouwers: 71.000 Scheidsrechter: Leo Horn (NED) |

| Wereldkampioenschap voetbal 1962 |
| -------------------------------- |

|                                                                   |                |       |        |                                                                                      |
| 31 mei WK 1962 Groep B № 233 «onderlinge duels» 15:00 uur (UTC−4) | West-Duitsland | 0 – 0 | Italië | Estadio Nacional, Santiago Toeschouwers: 65.440 Scheidsrechter: Bobby Davidson (SCO) |
| 31 mei WK 1962 Groep B № 233 «onderlinge duels» 15:00 uur (UTC−4) |                |       |        | Estadio Nacional, Santiago Toeschouwers: 65.440 Scheidsrechter: Bobby Davidson (SCO) |

|                                                                   |                                  |       |                     |                                                                                |
| 3 juni WK 1962 Groep B № 282 «onderlinge duels» 15:00 uur (UTC−4) | West-Duitsland                   | 2 – 1 | Zwitserland         | Estadio Nacional, Santiago Toeschouwers: 64.922 Scheidsrechter: Leo Horn (NED) |
| 3 juni WK 1962 Groep B № 282 «onderlinge duels» 15:00 uur (UTC−4) | Albert Brülls 45' Uwe Seeler 59' |       | 73' Heinz Schneiter | Estadio Nacional, Santiago Toeschouwers: 64.922 Scheidsrechter: Leo Horn (NED) |

|                                                                   |       |                                           |                |                                                                                      |
| 6 juni WK 1962 Groep B № 283 «onderlinge duels» 15:00 uur (UTC−4) | Chili | 0 – 2                                     | West-Duitsland | Estadio Nacional, Santiago Toeschouwers: 67.224 Scheidsrechter: Bobby Davidson (SCO) |
| 6 juni WK 1962 Groep B № 283 «onderlinge duels» 15:00 uur (UTC−4) |       | 21' (pen.) Horst Szymaniak 82' Uwe Seeler |                | Estadio Nacional, Santiago Toeschouwers: 67.224 Scheidsrechter: Bobby Davidson (SCO) |

|                                                                        |                |                     |             |                                                                                       |
| 10 juni WK 1962 Kwartfinale № 284 «onderlinge duels» 14:30 uur (UTC−4) | West-Duitsland | 0 – 1               | Joegoslavië | Estadio Nacional, Santiago Toeschouwers: 63.324 Scheidsrechter: Arturo Yamasaki (PER) |
| 10 juni WK 1962 Kwartfinale № 284 «onderlinge duels» 14:30 uur (UTC−4) |                | 85' Petar Radaković |             | Estadio Nacional, Santiago Toeschouwers: 63.324 Scheidsrechter: Arturo Yamasaki (PER) |

|  |  |  |  |  |  |  |  |  |

|                                                                           |                      |       |                            |                                                                                  |
| 30 september Vriendschappelijk № 285 «onderlinge duels» 15:00 uur (UTC+1) | Joegoslavië          | 2 – 3 | West-Duitsland             | Maksimirstadion, Zagreb Toeschouwers: 50.000 Scheidsrechter: Iginio Rigato (ITA) |
| 30 september Vriendschappelijk № 285 «onderlinge duels» 15:00 uur (UTC+1) | Milan Galić 10', 75' |       | 23', 27', 62' Heinz Strehl | Maksimirstadion, Zagreb Toeschouwers: 50.000 Scheidsrechter: Iginio Rigato (ITA) |

|                                                                         |                                             |       |                                   |                                                                                       |
| 24 oktober Vriendschappelijk № 286 «onderlinge duels» 15:00 uur (UTC+1) | West-Duitsland                              | 2 – 2 | Frankrijk                         | Neckarstadion, Stuttgart Toeschouwers: 75.000 Scheidsrechter: Friedrich Seipelt (AUT) |
| 24 oktober Vriendschappelijk № 286 «onderlinge duels» 15:00 uur (UTC+1) | Friedhelm Konietzka 46' Heinz Steinmann 82' |       | 25' Édouard Stako 32' Yvon Goujon | Neckarstadion, Stuttgart Toeschouwers: 75.000 Scheidsrechter: Friedrich Seipelt (AUT) |

|                                                                          |                                                                               |       |                   |                                                                                   |
| 23 december Vriendschappelijk № 287 «onderlinge duels» 14:00 uur (UTC+1) | West-Duitsland                                                                | 5 – 1 | Zwitserland       | Wildparkstadion, Karlsruhe Toeschouwers: 48.250 Scheidsrechter: Piet Roomer (NED) |
| 23 december Vriendschappelijk № 287 «onderlinge duels» 14:00 uur (UTC+1) | Engelbert Kraus 32' Jürgen Werner 36' Jürgen Schütz 47', 77' Hans Küppers 79' |       | 12' René Brodmann | Wildparkstadion, Karlsruhe Toeschouwers: 48.250 Scheidsrechter: Piet Roomer (NED) |

### 1963
|                                                                    |                          |       |                       |                                                                                       |
| 5 mei Vriendschappelijk № 288 «onderlinge duels» 15:00 uur (UTC+1) | West-Duitsland           | 1 – 2 | Brazilië              | Volksparkstadion, Hamburg Toeschouwers: 71.000 Scheidsrechter: Gottfried Dienst (SUI) |
| 5 mei Vriendschappelijk № 288 «onderlinge duels» 15:00 uur (UTC+1) | Jürgen Werner 45' (pen.) |       | 59' Coutinho 72' Pelé | Volksparkstadion, Hamburg Toeschouwers: 71.000 Scheidsrechter: Gottfried Dienst (SUI) |

|                                                                           |                          |       |         |                                                                                         |
| 28 september Vriendschappelijk № 289 «onderlinge duels» 16:00 uur (UTC+1) | West-Duitsland           | 3 – 0 | Turkije | Waldstadion, Frankfurt am Main Toeschouwers: 47.000 Scheidsrechter: Iginio Rigato (ITA) |
| 28 september Vriendschappelijk № 289 «onderlinge duels» 16:00 uur (UTC+1) | Uwe Seeler 52', 53', 67' |       |         | Waldstadion, Frankfurt am Main Toeschouwers: 47.000 Scheidsrechter: Iginio Rigato (ITA) |

|                                                                         |                                   |       |                 |                                                                           |
| 3 november Vriendschappelijk № 290 «onderlinge duels» 13:30 uur (UTC+1) | Zweden                            | 2 – 1 | West-Duitsland  | Råsundastadion, Solna Toeschouwers: 10.192 Scheidsrechter: Leo Horn (NED) |
| 3 november Vriendschappelijk № 290 «onderlinge duels» 13:30 uur (UTC+1) | Agne Simonsson 49' Harry Bild 81' |       | 54' Gert Dörfel | Råsundastadion, Solna Toeschouwers: 10.192 Scheidsrechter: Leo Horn (NED) |

|                                                                        |         |       |                                                                |                                                                                         |
| 29 december Vriendschappelijk № 291 «onderlinge duels» 15:00 uur (UTC) | Marokko | 1 – 4 | West-Duitsland                                                 | Stade d'Honneur, Casablanca Toeschouwers: 15.000 Scheidsrechter: Juan Gardeazábal (ESP) |
| 29 december Vriendschappelijk № 291 «onderlinge duels» 15:00 uur (UTC) | Ali 27' |       | 14', 88' Friedhelm Konietzka 28' Aki Schmidt 57' Werner Krämer | Stade d'Honneur, Casablanca Toeschouwers: 15.000 Scheidsrechter: Juan Gardeazábal (ESP) |

### 1964
|                                                                      |                                    |       |                |                                                                                       |
| 1 januari Vriendschappelijk № 292 «onderlinge duels» 15:00 uur (UTC) | Algerije                           | 2 – 0 | West-Duitsland | Stade 20 Août 1955, Algiers Toeschouwers: 17.000 Scheidsrechter: Bahri Ben Said (TUN) |
| 1 januari Vriendschappelijk № 292 «onderlinge duels» 15:00 uur (UTC) | Khennane Mahi 8' Ahmed Oudjani 30' |       |                | Stade 20 Août 1955, Algiers Toeschouwers: 17.000 Scheidsrechter: Bahri Ben Said (TUN) |

|                                                                       |                                    |       |                                                          |                                                                                                |
| 29 april Vriendschappelijk № 293 «onderlinge duels» 17:30 uur (UTC+1) | West-Duitsland                     | 3 – 4 | Tsjecho-Slowakije                                        | Südweststadion, Ludwigshafen am Rhein Toeschouwers: 60.000 Scheidsrechter: Joseph Hannet (BEL) |
| 29 april Vriendschappelijk № 293 «onderlinge duels» 17:30 uur (UTC+1) | Uwe Seeler 2', 89' Rolf Geiger 55' |       | 22' Tomáš Pospíchal 27', 40' Ivan Mráz 86' Adolf Scherer | Südweststadion, Ludwigshafen am Rhein Toeschouwers: 60.000 Scheidsrechter: Joseph Hannet (BEL) |

|                                                                     |                     |       |                       |                                                                                         |
| 12 mei Vriendschappelijk № 294 «onderlinge duels» 18:00 uur (UTC+1) | West-Duitsland      | 2 – 2 | Schotland             | Niedersachsenstadion, Hannover Toeschouwers: 65.000 Scheidsrechter: Einer Poulsen (DEN) |
| 12 mei Vriendschappelijk № 294 «onderlinge duels» 18:00 uur (UTC+1) | Uwe Seeler 32', 33' |       | 66', 85' Alan Gilzean | Niedersachsenstadion, Hannover Toeschouwers: 65.000 Scheidsrechter: Einer Poulsen (DEN) |

|                                                                     |                     |       |                                                                          |                                                                                      |
| 7 juni Vriendschappelijk № 295 «onderlinge duels» 14:00 uur (UTC+2) | Finland             | 1 – 4 | West-Duitsland                                                           | Olympisch Stadion, Helsinki Toeschouwers: 11.056 Scheidsrechter: Curt Liedberg (SWE) |
| 7 juni Vriendschappelijk № 295 «onderlinge duels» 14:00 uur (UTC+2) | Juhani Peltonen 24' |       | 13' Rolf Geiger 36' Wolfgang Overath 39' Aki Schmidt 71' Engelbert Kraus | Olympisch Stadion, Helsinki Toeschouwers: 11.056 Scheidsrechter: Curt Liedberg (SWE) |

|                                                                            |                       |       |                 |                                                                                          |
| 4 november WK 1966 kwalificatie № 296 «onderlinge duels» 14:30 uur (UTC+1) | West-Duitsland        | 1 – 1 | Zweden          | Olympiastadion, West-Berlijn Toeschouwers: 70.299 Scheidsrechter: Gottfried Dienst (SUI) |
| 4 november WK 1966 kwalificatie № 296 «onderlinge duels» 14:30 uur (UTC+1) | Rudi Brunnenmeier 24' |       | 86' Kurt Hamrin | Olympiastadion, West-Berlijn Toeschouwers: 70.299 Scheidsrechter: Gottfried Dienst (SUI) |

### 1965
|                                                                       |                                 |       |                        |                                                                                        |
| 13 maart Vriendschappelijk № 297 «onderlinge duels» 16:00 uur (UTC+1) | West-Duitsland                  | 1 – 1 | Italië                 | Volksparkstadion, Hamburg Toeschouwers: 70.000 Scheidsrechter: Gunnar Michaelsen (DEN) |
| 13 maart Vriendschappelijk № 297 «onderlinge duels» 16:00 uur (UTC+1) | Klaus-Dieter Sieloff 41' (pen.) |       | 75' Alessandro Mazzola | Volksparkstadion, Hamburg Toeschouwers: 70.000 Scheidsrechter: Gunnar Michaelsen (DEN) |

|                                                                          | |       |        |                                                                                    |
| 24 april WK 1966 kwalificatie № 298 «onderlinge duels» 16:00 uur (UTC+1) | West-Duitsland | 5 – 0 | Cyprus | Wildparkstadion, Karlsruhe Toeschouwers: 39.675 Scheidsrechter: Norman Mootz (LUX) |
| 24 april WK 1966 kwalificatie № 298 «onderlinge duels» 16:00 uur (UTC+1) | Klaus-Dieter Sieloff 16' (pen.) Wolfgang Overath 22' Klaus-Dieter Sieloff 35' Heinz Strehl 69' Wolfgang Overath 85' |       |        | Wildparkstadion, Karlsruhe Toeschouwers: 39.675 Scheidsrechter: Norman Mootz (LUX) |

|                                                                     |                |                 |          |                                                                                         |
| 12 mei Vriendschappelijk № 299 «onderlinge duels» 18:00 uur (UTC+1) | West-Duitsland | 0 – 1           | Engeland | Städtisches Stadion, Neurenberg Toeschouwers: 65.000 Scheidsrechter: István Zsolt (HUN) |
| 12 mei Vriendschappelijk № 299 «onderlinge duels» 18:00 uur (UTC+1) |                | 37' Terry Paine |          | Städtisches Stadion, Neurenberg Toeschouwers: 65.000 Scheidsrechter: István Zsolt (HUN) |

|                                                                     |                |                     |             |                                                                                       |
| 26 mei Vriendschappelijk № 300 «onderlinge duels» 19:30 uur (UTC+1) | West-Duitsland | 0 – 1               | Zwitserland | St. Jakob-Park, Bazel Toeschouwers: 39.544 Scheidsrechter: Adolfo Bueno Perales (ESP) |
| 26 mei Vriendschappelijk № 300 «onderlinge duels» 19:30 uur (UTC+1) |                | 43' Walter Rodekamp |             | St. Jakob-Park, Bazel Toeschouwers: 39.544 Scheidsrechter: Adolfo Bueno Perales (ESP) |

|                                                                     |                             |       |                |                                                                                            |
| 6 juni Vriendschappelijk № 301 «onderlinge duels» 15:15 uur (UTC−3) | Brazilië                    | 2 – 0 | West-Duitsland | Maracanã, Rio de Janeiro Toeschouwers: 143.315 Scheidsrechter: Carlos Rivero Ángeles (PER) |
| 6 juni Vriendschappelijk № 301 «onderlinge duels» 15:15 uur (UTC−3) | Flávio Minuano 26' Pelé 90' |       |                | Maracanã, Rio de Janeiro Toeschouwers: 143.315 Scheidsrechter: Carlos Rivero Ángeles (PER) |

|                                                                              |                      |       |                                  |                                                                                  |
| 26 september WK 1966 kwalificatie № 302 «onderlinge duels» 13:30 uur (UTC+1) | Zweden               | 1 – 2 | West-Duitsland                   | Råsundastadion, Solna Toeschouwers: 52.943 Scheidsrechter: Kenneth Dagnall (ENG) |
| 26 september WK 1966 kwalificatie № 302 «onderlinge duels» 13:30 uur (UTC+1) | Torbjörn Jonsson 44' |       | 45' Werner Krämer 54' Uwe Seeler | Råsundastadion, Solna Toeschouwers: 52.943 Scheidsrechter: Kenneth Dagnall (ENG) |

|                                                                        |                                                            |       |                |                                                                                      |
| 9 oktober Vriendschappelijk № 303 «onderlinge duels» 16:00 uur (UTC+1) | West-Duitsland                                             | 4 – 1 | Oostenrijk     | Neckarstadion, Stuttgart Toeschouwers: 74.000 Scheidsrechter: Gottfried Dienst (SUI) |
| 9 oktober Vriendschappelijk № 303 «onderlinge duels» 16:00 uur (UTC+1) | Klaus-Dieter Sieloff 33' (pen.) Lothar Ulsaß 47', 64', 81' |       | 23' Hans Buzek | Neckarstadion, Stuttgart Toeschouwers: 74.000 Scheidsrechter: Gottfried Dienst (SUI) |

|                                                                             |        | |                |                                                                                     |
| 14 november WK 1966 kwalificatie № 304 «onderlinge duels» 14:30 uur (UTC+2) | Cyprus | 0 – 6 | West-Duitsland | GSP-stadion, Nicosia Toeschouwers: 3.412 Scheidsrechter: Francesco Francescon (ITA) |
| 14 november WK 1966 kwalificatie № 304 «onderlinge duels» 14:30 uur (UTC+2) |        | 30' Fredy Heiß 32' Werner Krämer 57' Horst Szymaniak 82', 88' Rudi Brunnenmeier 87' (e.d.) Kostas Panayiotou |                | GSP-stadion, Nicosia Toeschouwers: 3.412 Scheidsrechter: Francesco Francescon (ITA) |

### 1966
|                                                                        |                  |       |                |                                                                                |
| 23 februari Vriendschappelijk № 305 «onderlinge duels» 19:45 uur (UTC) | Engeland         | 1 – 0 | West-Duitsland | Wembley Stadium, Londen Toeschouwers: 75.000 Scheidsrechter: Piet Roomer (NED) |
| 23 februari Vriendschappelijk № 305 «onderlinge duels» 19:45 uur (UTC) | Nobby Stiles 41' |       |                | Wembley Stadium, Londen Toeschouwers: 75.000 Scheidsrechter: Piet Roomer (NED) |

|                                                                       |                                   |       |                                                              |                                                                               |
| 23 maart Vriendschappelijk № 306 «onderlinge duels» 20:15 uur (UTC+1) | Nederland                         | 2 – 4 | West-Duitsland                                               | De Kuip, Rotterdam Toeschouwers: 63.000 Scheidsrechter: Kenneth Dagnall (ENG) |
| 23 maart Vriendschappelijk № 306 «onderlinge duels» 20:15 uur (UTC+1) | Sjaak Swart 22' Klaas Nuninga 48' |       | 7' Uwe Seeler 16' Lothar Emmerich 39', 50' Franz Beckenbauer | De Kuip, Rotterdam Toeschouwers: 63.000 Scheidsrechter: Kenneth Dagnall (ENG) |

|                                                                    |         |                                                                  |                |                                                                               |
| 4 mei Vriendschappelijk № 307 «onderlinge duels» 20:00 uur (UTC+1) | Ierland | 0 – 4                                                            | West-Duitsland | Dalymount Park, Dublin Toeschouwers: 16.091 Scheidsrechter: Bill Mullan (SCO) |
| 4 mei Vriendschappelijk № 307 «onderlinge duels» 20:00 uur (UTC+1) |         | 5' Helmut Haller 19' Franz Beckenbauer 55', 72' Wolfgang Overath |                | Dalymount Park, Dublin Toeschouwers: 16.091 Scheidsrechter: Bill Mullan (SCO) |

|                                                                    |               |                               |                |                                                                                |
| 7 mei Vriendschappelijk № 308 «onderlinge duels» 15:00 uur (UTC+1) | Noord-Ierland | 0 – 2                         | West-Duitsland | Windsor Park, Belfast Toeschouwers: 22.000 Scheidsrechter: Hugh Phillips (SCO) |
| 7 mei Vriendschappelijk № 308 «onderlinge duels» 15:00 uur (UTC+1) |               | 21' Uwe Seeler 57' Fredy Heiß |                | Windsor Park, Belfast Toeschouwers: 22.000 Scheidsrechter: Hugh Phillips (SCO) |

|                                                                     |                |       |          |                                                                                              |
| 1 juni Vriendschappelijk № 309 «onderlinge duels» 18:45 uur (UTC+1) | West-Duitsland | 1 – 0 | Roemenië | Südweststadion, Ludwigshafen am Rhein Toeschouwers: 60.000 Scheidsrechter: Franz Mayer (AUT) |
| 1 juni Vriendschappelijk № 309 «onderlinge duels» 18:45 uur (UTC+1) | Uwe Seeler 72' |       |          | Südweststadion, Ludwigshafen am Rhein Toeschouwers: 60.000 Scheidsrechter: Franz Mayer (AUT) |

|                                                                      |                                     |       |             |                                                                                       |
| 23 juni Vriendschappelijk № 310 «onderlinge duels» 19:30 uur (UTC+1) | West-Duitsland                      | 2 – 0 | Joegoslavië | Niedersachsenstadion, Hannover Toeschouwers: 75.000 Scheidsrechter: Bertil Lööw (SWE) |
| 23 juni Vriendschappelijk № 310 «onderlinge duels» 19:30 uur (UTC+1) | Wolfgang Overath 32' Uwe Seeler 76' |       |             | Niedersachsenstadion, Hannover Toeschouwers: 75.000 Scheidsrechter: Bertil Lööw (SWE) |

| Wereldkampioenschap voetbal 1966 |
| -------------------------------- |

|                                                                    |                                                                            |       |             |                                                                                          |
| 12 juli WK 1966 Groep B № 311 «onderlinge duels» 19:30 uur (UTC+1) | West-Duitsland                                                             | 5 – 0 | Zwitserland | Hillsborough stadion, Sheffield Toeschouwers: 36.127 Scheidsrechter: Hugh Phillips (SCO) |
| 12 juli WK 1966 Groep B № 311 «onderlinge duels» 19:30 uur (UTC+1) | Sigfried Held 16' Helmut Haller 21', 77' (pen.) Franz Beckenbauer 40', 52' |       |             | Hillsborough stadion, Sheffield Toeschouwers: 36.127 Scheidsrechter: Hugh Phillips (SCO) |

|                                                                    |            |       |                |                                                                                      |
| 16 juli WK 1966 Groep B № 312 «onderlinge duels» 15:00 uur (UTC+1) | Argentinië | 0 – 0 | West-Duitsland | Villa Park, Birmingham Toeschouwers: 46.587 Scheidsrechter: Konstantin Zečević (YUG) |
| 16 juli WK 1966 Groep B № 312 «onderlinge duels» 15:00 uur (UTC+1) |            |       |                | Villa Park, Birmingham Toeschouwers: 46.587 Scheidsrechter: Konstantin Zečević (YUG) |

|                                                                    |                         |       |           |                                                                                   |
| 20 juli WK 1966 Groep B № 313 «onderlinge duels» 19:30 uur (UTC+1) | West-Duitsland          | 2 – 1 | Spanje    | Villa Park, Birmingham Toeschouwers: 51.000 Scheidsrechter: Armando Marques (BRA) |
| 20 juli WK 1966 Groep B № 313 «onderlinge duels» 19:30 uur (UTC+1) | Emmerich 39' Seeler 84' |       | Fusté 23' | Villa Park, Birmingham Toeschouwers: 51.000 Scheidsrechter: Armando Marques (BRA) |

|                                                                        |         |                                                             |                |                                                                                         |
| 23 juli WK 1966 Kwartfinale № 314 «onderlinge duels» 15:00 uur (UTC+1) | Uruguay | 0 – 4                                                       | West-Duitsland | Hillsborough stadion, Sheffield Toeschouwers: 40.007 Scheidsrechter: James Finney (ENG) |
| 23 juli WK 1966 Kwartfinale № 314 «onderlinge duels» 15:00 uur (UTC+1) |         | 10', 84' Helmut Haller 70' Franz Beckenbauer 75' Uwe Seeler |                | Hillsborough stadion, Sheffield Toeschouwers: 40.007 Scheidsrechter: James Finney (ENG) |

|                                                                         |                                         |       |                       |                                                                                       |
| 25 juli WK 1966 Halve finale № 315 «onderlinge duels» 19:30 uur (UTC+1) | West-Duitsland                          | 2 – 1 | Sovjet-Unie           | Goodison Park, Liverpool Toeschouwers: 38.273 Scheidsrechter: Concetto Lo Bello (ITA) |
| 25 juli WK 1966 Halve finale № 315 «onderlinge duels» 19:30 uur (UTC+1) | Helmut Haller 42' Franz Beckenbauer 67' |       | Valerij Porkoejan 88' | Goodison Park, Liverpool Toeschouwers: 38.273 Scheidsrechter: Concetto Lo Bello (ITA) |

|                                                                   |                                               |       |                                      |                                                                                     |
| 30 juli WK 1966 Finale № 316 «onderlinge duels» 15:00 uur (UTC+1) | Engeland                                      | 4 – 2 | West-Duitsland                       | Wembley Stadium, Londen Toeschouwers: 96.924 Scheidsrechter: Gottfried Dienst (FRG) |
| 30 juli WK 1966 Finale № 316 «onderlinge duels» 15:00 uur (UTC+1) | Geoff Hurst 18', 101', 120' Martin Peters 78' |       | 12' Helmut Haller 90' Wolfgang Weber | Wembley Stadium, Londen Toeschouwers: 96.924 Scheidsrechter: Gottfried Dienst (FRG) |

|  |  |  |  |  |  |  |  |  |

|                                                                         |         |                                |                |                                                                                             |
| 12 oktober Vriendschappelijk № 317 «onderlinge duels» 15:00 uur (UTC+2) | Turkije | 0 – 2                          | West-Duitsland | Ankara 19 Mayısstadion, Ankara Toeschouwers: 23.946 Scheidsrechter: Dimitar Rumenchev (BUL) |
| 12 oktober Vriendschappelijk № 317 «onderlinge duels» 15:00 uur (UTC+2) |         | 9' Hans Küppers 78' Bernd Rupp |                | Ankara 19 Mayısstadion, Ankara Toeschouwers: 23.946 Scheidsrechter: Dimitar Rumenchev (BUL) |

|                                                                          |                                      |       |           |                                                                                          |
| 19 november Vriendschappelijk № 318 «onderlinge duels» 15:00 uur (UTC+1) | West-Duitsland                       | 3 – 0 | Noorwegen | Müngersdorfer Stadion, Keulen Toeschouwers: 38.000 Scheidsrechter: Janus Aalbrecht (NED) |
| 19 november Vriendschappelijk № 318 «onderlinge duels» 15:00 uur (UTC+1) | Uwe Seeler 42' Lothar Ulsaß 44', 78' |       |           | Müngersdorfer Stadion, Keulen Toeschouwers: 38.000 Scheidsrechter: Janus Aalbrecht (NED) |

### 1967
|                                                                          |                                                                         |       |             |                                                                                       |
| 22 februari Vriendschappelijk № 319 «onderlinge duels» 19:00 uur (UTC+1) | West-Duitsland                                                          | 5 – 1 | Marokko     | Wildparkstadion, Karlsruhe Toeschouwers: 32.000 Scheidsrechter: Bruno De Marchi (ITA) |
| 22 februari Vriendschappelijk № 319 «onderlinge duels» 19:00 uur (UTC+1) | Lothar Ulsaß 8', 10' Klaus Zaczyk 53' Jupp Heynckes 55' Hannes Löhr 68' |       | 51' Bouassa | Wildparkstadion, Karlsruhe Toeschouwers: 32.000 Scheidsrechter: Bruno De Marchi (ITA) |

|                                                                       |                   |       |           |                                                                                        |
| 22 maart Vriendschappelijk № 320 «onderlinge duels» 19:30 uur (UTC+1) | West-Duitsland    | 1 – 0 | Bulgarije | Niedersachsenstadion, Hannover Toeschouwers: 68.000 Scheidsrechter: Roger Machin (FRA) |
| 22 maart Vriendschappelijk № 320 «onderlinge duels» 19:30 uur (UTC+1) | Jupp Heynckes 82' |       |           | Niedersachsenstadion, Hannover Toeschouwers: 68.000 Scheidsrechter: Roger Machin (FRA) |

|                                                                         |                                                                                            |       |         |                                                                                          |
| 8 april EK 1968 kwalificatie № 321 «onderlinge duels» 16:00 uur (UTC+1) | West-Duitsland                                                                             | 6 – 0 | Albanië | Stadion Rote Erde, Dortmund Toeschouwers: 27.264 Scheidsrechter: Martti Hirviniemi (FIN) |
| 8 april EK 1968 kwalificatie № 321 «onderlinge duels» 16:00 uur (UTC+1) | Gerd Müller 6' Gerd Müller 25' Gerd Müller 73' Hannes Löhr 77', 79' Gerd Müller 85' (pen.) |       |         | Stadion Rote Erde, Dortmund Toeschouwers: 27.264 Scheidsrechter: Martti Hirviniemi (FIN) |

|                                                                       |                   |       |                | |
| 3 mei EK 1968 kwalificatie № 322 «onderlinge duels» 16:45 uur (UTC+1) | Joegoslavië       | 1 – 0 | West-Duitsland | Rode Sterstadion, Belgrado Toeschouwers: 36.508 Scheidsrechter: José María Ortiz de Mendíbil (ESP) |
| 3 mei EK 1968 kwalificatie № 322 «onderlinge duels» 16:45 uur (UTC+1) | Josip Skoblar 64' |       |                | Rode Sterstadion, Belgrado Toeschouwers: 36.508 Scheidsrechter: José María Ortiz de Mendíbil (ESP) |

|                                                                           |                                                                                     |       |                      |                                                                                     |
| 27 september Vriendschappelijk № 323 «onderlinge duels» 19:30 uur (UTC+1) | West-Duitsland                                                                      | 5 – 1 | Frankrijk            | Olympiastadion, West-Berlijn Toeschouwers: 80.000 Scheidsrechter: Fabio Monti (ITA) |
| 27 september Vriendschappelijk № 323 «onderlinge duels» 19:30 uur (UTC+1) | Reinhard Libuda 28' Hans Siemensmeyer 47', 58' Gerd Müller 74' Wolfgang Overath 75' |       | 83' Bernard Bosquier | Olympiastadion, West-Berlijn Toeschouwers: 80.000 Scheidsrechter: Fabio Monti (ITA) |

|                                                                           |                                                |       |                    |                                                                                        |
| 7 oktober EK 1968 kwalificatie № 324 «onderlinge duels» 16:00 uur (UTC+1) | West-Duitsland                                 | 3 – 1 | Joegoslavië        | Volksparkstadion, Hamburg Toeschouwers: 70.573 Scheidsrechter: Concetto Lo Bello (ITA) |
| 7 oktober EK 1968 kwalificatie № 324 «onderlinge duels» 16:00 uur (UTC+1) | Hannes Löhr 11' Gerd Müller 71' Uwe Seeler 87' |       | 46' Slaven Zambata | Volksparkstadion, Hamburg Toeschouwers: 70.573 Scheidsrechter: Concetto Lo Bello (ITA) |

|                                                                          |                    |       |                |                                                                                       |
| 22 november Vriendschappelijk № 325 «onderlinge duels» 14:00 uur (UTC+2) | Roemenië           | 1 – 0 | West-Duitsland | Stadionul 23 August, Boekarest Toeschouwers: 35.000 Scheidsrechter: Franz Mayer (AUT) |
| 22 november Vriendschappelijk № 325 «onderlinge duels» 14:00 uur (UTC+2) | Vasile Gergely 83' |       |                | Stadionul 23 August, Boekarest Toeschouwers: 35.000 Scheidsrechter: Franz Mayer (AUT) |

|                                                                             |         |       |                |                                                                                           |
| 17 december EK 1968 kwalificatie № 326 «onderlinge duels» 14:00 uur (UTC+1) | Albanië | 0 – 0 | West-Duitsland | Qemal Stafastadion, Tirana Toeschouwers: 21.889 Scheidsrechter: Ferdinand Marschall (AUT) |
| 17 december EK 1968 kwalificatie № 326 «onderlinge duels» 14:00 uur (UTC+1) |         |       |                | Qemal Stafastadion, Tirana Toeschouwers: 21.889 Scheidsrechter: Ferdinand Marschall (AUT) |

### 1968
|                                                                      |                     |       |                                          |                                                                                   |
| 6 maart Vriendschappelijk № 327 «onderlinge duels» 19:30 uur (UTC+1) | België              | 1 – 3 | West-Duitsland                           | Heizelstadion, Brussel Toeschouwers: 10.267 Scheidsrechter: Rudolf Scheurer (SUI) |
| 6 maart Vriendschappelijk № 327 «onderlinge duels» 19:30 uur (UTC+1) | Johan De Vrindt 79' |       | 3', 21' Georg Volkert 24' Herbert Laumen | Heizelstadion, Brussel Toeschouwers: 10.267 Scheidsrechter: Rudolf Scheurer (SUI) |

|                                                                       |             |       |                |                                                                                        |
| 17 april Vriendschappelijk № 328 «onderlinge duels» 20:00 uur (UTC+1) | Zwitserland | 0 – 0 | West-Duitsland | St. Jakob-Park, Bazel Toeschouwers: 55.057 Scheidsrechter: Alessandro D`Agostini (ITA) |
| 17 april Vriendschappelijk № 328 «onderlinge duels» 20:00 uur (UTC+1) |             |       |                | St. Jakob-Park, Bazel Toeschouwers: 55.057 Scheidsrechter: Alessandro D`Agostini (ITA) |

|                                                                       |                 |       |                  |                                                                                             |
| 26 maart Vriendschappelijk № 329 «onderlinge duels» 20:00 uur (UTC+1) | West-Duitsland  | 1 – 1 | Wales            | Waldstadion, Frankfurt am Main Toeschouwers: 40.000 Scheidsrechter: Concetto Lo Bello (ITA) |
| 26 maart Vriendschappelijk № 329 «onderlinge duels» 20:00 uur (UTC+1) | Gerd Müller 90' |       | 34' Barrie Jones | Waldstadion, Frankfurt am Main Toeschouwers: 40.000 Scheidsrechter: Concetto Lo Bello (ITA) |

|                                                                     |                       |       |          |                                                                                          |
| 1 juni Vriendschappelijk № 330 «onderlinge duels» 16:00 uur (UTC+1) | West-Duitsland        | 1 – 0 | Engeland | Niedersachsenstadion, Hannover Toeschouwers: 79.124 Scheidsrechter: Lau van Ravens (NED) |
| 1 juni Vriendschappelijk № 330 «onderlinge duels» 16:00 uur (UTC+1) | Franz Beckenbauer 82' |       |          | Niedersachsenstadion, Hannover Toeschouwers: 79.124 Scheidsrechter: Lau van Ravens (NED) |

|                                                                      |                                   |       |            |                                                                                 |
| 16 juni Vriendschappelijk № 331 «onderlinge duels» 17:00 uur (UTC+1) | West-Duitsland                    | 2 – 1 | Brazilië   | Neckarstadion, Stuttgart Toeschouwers: 75.000 Scheidsrechter: Bertil Lööw (SWE) |
| 16 juni Vriendschappelijk № 331 «onderlinge duels» 17:00 uur (UTC+1) | Sigfried Held 8' Bernd Dörfel 56' |       | 58' Tostão | Neckarstadion, Stuttgart Toeschouwers: 75.000 Scheidsrechter: Bertil Lööw (SWE) |

|                                                                           |                      |       |                      | |
| 25 september Vriendschappelijk № 332 «onderlinge duels» 20:30 uur (UTC+1) | Frankrijk            | 1 – 1 | West-Duitsland       | Stade Vélodrome, Marseille Toeschouwers: 22.355 Scheidsrechter: José María Ortiz de Mendíbil (ESP) |
| 25 september Vriendschappelijk № 332 «onderlinge duels» 20:30 uur (UTC+1) | Bernard Bosquier 71' |       | 87' Wolfgang Overath | Stade Vélodrome, Marseille Toeschouwers: 22.355 Scheidsrechter: José María Ortiz de Mendíbil (ESP) |

|                                                                            |            |                                                |                |                                                                                     |
| 13 oktober WK 1970 kwalificatie № 333 «onderlinge duels» 14:30 uur (UTC+1) | Oostenrijk | 0 – 2                                          | West-Duitsland | Prater-Stadion, Wenen Toeschouwers: 67.115 Scheidsrechter: Stanisław Eksztajn (POL) |
| 13 oktober WK 1970 kwalificatie № 333 «onderlinge duels» 14:30 uur (UTC+1) |            | 16' Gerd Müller 50' (e.d.) Johann Eigenstiller |                | Prater-Stadion, Wenen Toeschouwers: 67.115 Scheidsrechter: Stanisław Eksztajn (POL) |

|                                                                             |        |                 |                |                                                                                |
| 23 november WK 1970 kwalificatie № 334 «onderlinge duels» 14:30 uur (UTC+2) | Cyprus | 0 – 1           | West-Duitsland | GSP-stadion, Nicosia Toeschouwers: 6.080 Scheidsrechter: Alexandru Pîrvu (ROU) |
| 23 november WK 1970 kwalificatie № 334 «onderlinge duels» 14:30 uur (UTC+2) |        | 90' Gerd Müller |                | GSP-stadion, Nicosia Toeschouwers: 6.080 Scheidsrechter: Alexandru Pîrvu (ROU) |

|                                                                          |              |       |                                      |                                                                                  |
| 14 december Vriendschappelijk № 335 «onderlinge duels» 21:00 uur (UTC−3) | Brazilië     | 2 – 2 | West-Duitsland                       | Maracanã, Rio de Janeiro Toeschouwers: 50.668 Scheidsrechter: István Zsolt (HUN) |
| 14 december Vriendschappelijk № 335 «onderlinge duels» 21:00 uur (UTC−3) | Edu 30', 36' |       | 48' Siegfried Held 70' Klaus Gerwien | Maracanã, Rio de Janeiro Toeschouwers: 50.668 Scheidsrechter: István Zsolt (HUN) |

|                                                        |                                       |       |                 |                                                                                     |
| 18 december Vriendschappelijk № 336 «onderlinge duels» | Chili                                 | 2 – 1 | West-Duitsland  | Estadio Nacional, Santiago Toeschouwers: 50.237 Scheidsrechter: Carlos Robles (CHI) |
| 18 december Vriendschappelijk № 336 «onderlinge duels» | Pedro Araya 60' Alberto Fouilloux 81' |       | 8' Lothar Ulsaß | Estadio Nacional, Santiago Toeschouwers: 50.237 Scheidsrechter: Carlos Robles (CHI) |

|                                                        |        |       |                |                                                                                       |
| 22 december Vriendschappelijk № 337 «onderlinge duels» | Mexico | 0 – 0 | West-Duitsland | Aztekenstadion, Mexico-Stad Toeschouwers: 40.000 Scheidsrechter: Augusto Robles (GUA) |
| 22 december Vriendschappelijk № 337 «onderlinge duels» |        |       |                | Aztekenstadion, Mexico-Stad Toeschouwers: 40.000 Scheidsrechter: Augusto Robles (GUA) |

### 1969
|                                                                       |                 |       |                  |                                                                                             |
| 26 maart Vriendschappelijk № 338 «onderlinge duels» 20:00 uur (UTC+1) | West-Duitsland  | 1 – 1 | Wales            | Waldstadion, Frankfurt am Main Toeschouwers: 40.000 Scheidsrechter: Concetto Lo Bello (ITA) |
| 26 maart Vriendschappelijk № 338 «onderlinge duels» 20:00 uur (UTC+1) | Gerd Müller 90' |       | 34' Barrie Jones | Waldstadion, Frankfurt am Main Toeschouwers: 40.000 Scheidsrechter: Concetto Lo Bello (ITA) |

|                                                                          |                   |       |                 |                                                                                   |
| 16 april WK 1970 kwalificatie № 339 «onderlinge duels» 20:00 uur (UTC+1) | Schotland         | 1 – 1 | West-Duitsland  | Hampden Park, Glasgow Toeschouwers: 95.951 Scheidsrechter: Juan Gardeazábal (ESP) |
| 16 april WK 1970 kwalificatie № 339 «onderlinge duels» 20:00 uur (UTC+1) | Bobby Murdoch 86' |       | 38' Gerd Müller | Hampden Park, Glasgow Toeschouwers: 95.951 Scheidsrechter: Juan Gardeazábal (ESP) |

|                                                                        |                 |       |            |                                                                                           |
| 10 mei WK 1970 kwalificatie № 340 «onderlinge duels» 16:00 uur (UTC+1) | West-Duitsland  | 1 – 0 | Oostenrijk | Städtisches Stadion, Neurenberg Toeschouwers: 69.892 Scheidsrechter: Radoslav Fiala (TCH) |
| 10 mei WK 1970 kwalificatie № 340 «onderlinge duels» 16:00 uur (UTC+1) | Gerd Müller 88' |       |            | Städtisches Stadion, Neurenberg Toeschouwers: 69.892 Scheidsrechter: Radoslav Fiala (TCH) |

|                                                                        | |        |        |                                                                                         |
| 21 mei WK 1970 kwalificatie № 341 «onderlinge duels» 19:30 uur (UTC+1) | West-Duitsland | 12 – 0 | Cyprus | Georg-Melches-Stadion, Essen Toeschouwers: 36.036 Scheidsrechter: Jacques Colling (LUX) |
| 21 mei WK 1970 kwalificatie № 341 «onderlinge duels» 19:30 uur (UTC+1) | Gerd Müller 3' Wolfgang Overath 5' Wolfgang Overath 12' Helmut Haller 14' Max Lorenz 38' Siegfried Held 41' Gerd Müller 43' Helmut Haller 47' Gerd Müller 49' Horst-Dieter Höttges 51' Wolfgang Overath 63' Gerd Müller 85' |        |        | Georg-Melches-Stadion, Essen Toeschouwers: 36.036 Scheidsrechter: Jacques Colling (LUX) |

|                                                                           |                 |       |                 |                                                                                    |
| 21 september Vriendschappelijk № 342 «onderlinge duels» 15:00 uur (UTC+1) | Oostenrijk      | 1 – 1 | West-Duitsland  | Prater-Stadion, Wenen Toeschouwers: 28.000 Scheidsrechter: Concetto Lo Bello (ITA) |
| 21 september Vriendschappelijk № 342 «onderlinge duels» 15:00 uur (UTC+1) | Hans Pirkner 7' |       | 16' Gerd Müller | Prater-Stadion, Wenen Toeschouwers: 28.000 Scheidsrechter: Concetto Lo Bello (ITA) |

|                                                                           |           |                  |                |                                                                                                 |
| 24 september Vriendschappelijk № 343 «onderlinge duels» 18:30 uur (UTC+2) | Bulgarije | 0 – 1            | West-Duitsland | Vasil Levski Nationaal Stadion, Sofia Toeschouwers: 50.000 Scheidsrechter: Ertuğrul Dilek (TUR) |
| 24 september Vriendschappelijk № 343 «onderlinge duels» 18:30 uur (UTC+2) |           | 12' Bernd Dörfel |                | Vasil Levski Nationaal Stadion, Sofia Toeschouwers: 50.000 Scheidsrechter: Ertuğrul Dilek (TUR) |

|                                                                            |                                                       |       |                                     |                                                                                   |
| 22 oktober WK 1970 kwalificatie № 344 «onderlinge duels» 19:30 uur (UTC+1) | West-Duitsland                                        | 3 – 2 | Schotland                           | Volksparkstadion, Hamburg Toeschouwers: 70.448 Scheidsrechter: Gilbert Droz (SUI) |
| 22 oktober WK 1970 kwalificatie № 344 «onderlinge duels» 19:30 uur (UTC+1) | Klaus Fichtel 38' Gerd Müller 60' Reinhard Libuda 79' |       | 3' Jimmy Johnstone 62' Alan Gilzean | Volksparkstadion, Hamburg Toeschouwers: 70.448 Scheidsrechter: Gilbert Droz (SUI) |

UEFA: Albanië · België · Bulgarije · Cyprus · Denemarken · West-Duitsland · Duitse Democratische Republiek · Engeland · Finland · Frankrijk · Griekenland · Hongarije · Ierland · IJsland · Italië · Joegoslavië · Luxemburg · Malta · Nederland · Noord-Ierland · Noorwegen · Oostenrijk · Polen · Portugal · Roemenië · Schotland · Sovjet-Unie · Spanje · Tsjecho-Slowakije · Turkije · Wales · Zweden · Zwitserland

CAF: Madagaskar AFC: Israël

DFB · A-internationals · Bondscoaches · Duits vrouwenelftal · Olympisch elftal · Duitsland U21 · Duitsland U20 · Duitsland U19 · Duitsland U18 · Duitsland U17 · Duitsland U16 · Vrouwen U17
1905 – 1919 · 
1920 – 1929 · 
1930 – 1939 · 
1940 – 1949 · 
1950 – 1959 · 
1960 – 1969 · 
1970 – 1979 · 
1980 – 1989 · 
1990 – 1999 · 
2000 – 2009 · 
2010 – 2019 · 
2020 – 2029
EK's: 1972 · 
1976 · 
1980 · 
1984 · 
1988 · 
1992 · 
1996 · 
2000 · 
2004 · 
2008 · 
2012 · 
2016 · 
2020 · 
2024
CC: 1999 · 
2005 · 
2017
WK's: 1934 ·
1938 · 
1954 · 
1958 · 
1962 · 
1966 · 
1970 · 
1974 · 
1978 · 
1982 · 
1986 · 
1990 · 
1994 · 
1998 · 
2002 · 
2006 · 
2010 · 
2014 · 
2018 · 
2022
OS: 1912 ·
1928 ·
1936 ·
2016 ·
2020
Albanië ·
Algerije ·
Argentinië ·
Armenië ·
Australië ·
Azerbeidzjan ·
België ·
Bohemen en Moravië ·
Bolivia ·
Bosnië en Herzegovina ·
Brazilië ·
Bulgarije ·
Canada ·
Chili ·
China ·
Colombia ·
Costa Rica ·
Cyprus ·
DDR ·
Denemarken ·
Ecuador ·
Egypte ·
Engeland ·
Estland ·
Faeröer ·
Finland ·
Frankrijk ·
Georgië ·
Ghana ·
Gibraltar ·
GOS ·
Griekenland ·
Hongarije ·
Ierland ·
IJsland ·
Iran ·
Israël ·
Italië ·
Ivoorkust ·
Japan ·
Joegoslavië ·
Kameroen ·
Kazachstan ·
Koeweit ·
Kroatië ·
Letland ·
Liechtenstein ·
Litouwen ·
Luxemburg ·
Malta ·
Marokko ·
Mexico ·
Moldavië ·
Nederland ·
Nieuw-Zeeland ·
Nigeria ·
Noord-Ierland ·
Noord-Macedonië ·
Noorwegen ·
Oekraïne ·
Oman ·
Oostenrijk ·
Paraguay ·
Peru ·
Polen ·
Portugal ·
Roemenië ·
Rusland ·
Saarland ·
San Marino ·
Saoedi-Arabië ·
Schotland ·
Servië ·
Servië en Montenegro · 
Slovenië ·
Slowakije ·
Sovjet-Unie ·
Spanje ·
Thailand ·
Tsjechië ·
Tsjecho-Slowakije ·
Tunesië ·
Turkije ·
Uruguay ·
Verenigde Arabische Emiraten ·
Verenigde Staten ·
Wales ·
Wit-Rusland ·
Zuid-Afrika ·
Zuid-Korea ·
Zweden ·
Zwitserland
Algerije (1982) · 
Algerije (2014) · 
Argentinië (1986) ·
Argentinië (1990) ·
Argentinië (2006) ·
Argentinië (2014) · 
Australië (2010) ·
België (1980) · 
Brazilië (2002) ·
Brazilië (2014) · 
Chili (1982) ·
Costa Rica (2006) ·
Denemarken (1992) ·
Denemarken (2012) · 
Ecuador (2006) ·
Engeland (1966) ·
Engeland (1982) ·
Engeland (2010) ·
Engeland (2021) ·
Frankrijk (2014) · 
Frankrijk (2021) · 
Ghana (2014) ·
Griekenland (2012) · 
Hongarije (1954, 2) ·
Hongarije (2021) ·
Italië (1982) ·
Italië (2006) ·
Italië (2012) · 
Japan (2022) · 
Kroatië (2008) ·
Mexico (2018) ·
Nederland (1974) ·
Nederland (2012) ·
Oekraïne (2016) ·
Oostenrijk (1982) ·
Oostenrijk (2008) ·
Polen (2006) ·
Polen (2008) ·
Polen (2016) ·
Portugal (2006) ·
Portugal (2008) ·
Portugal (2012) ·
Portugal (2014) ·
Portugal (2021) ·
Servië (2010) ·
Sovjet-Unie (1972) · 
Spanje (1982) ·
Spanje (2008) ·
Spanje (2022) ·
Tsjechië (1996, 2) · 
Tsjecho-Slowakije (1976) ·
Turkije (2008) ·
Verenigde Staten (2014) ·
Zuid-Korea (2018) ·
Zweden (2006)